# Bremen Next
Bremen Next est une radio publique thématique allemande du groupe Radio Bremen, essentiellement consacrée à la musique urbaine, à la musique afro-américaine et au hip-hop allemand et américain.

## Histoire
Bremen NEXT est une filiale de Bremen Vier, commençant à émettre en 2010. Le 20 décembre 2012, elle diffuse ses programmes selon la norme DAB+, et de façon régulière à partir de février 2013. Ainsi, Radio Bremen participe pour la première fois à la diffusion numérique terrestre.

## Source de la traduction
- (de) Cet article est partiellement ou en totalité issu de l’article de Wikipédia en allemand intitulé « Bremen Next » (voir la liste des auteurs).